# Batalla de Mutul
La batalla del río Mutul fue uno de los episodios de la guerra de Jugurta. Tuvo lugar en el 108 a. C. entre una fuerza númida liderada por el rey Jugurta y una fuerza romana liderada por el consular Quinto Cecilio Metelo. Los romanos resultaron victoriosos y cuatro años más tarde Jugurta fue asesinado tras su captura de manos de Lucio Cornelio Sila. El historiador romano Publio Rutilio Rufo se distinguió en esta batalla, mientras brilló por primera vez el genio militar de Cayo Mario.
El río Mutul puede ser identificado como el Wäd Mellag, y en ese caso Metelo habría comenzado su campaña en el sudeste Numidia, con el objetivo de reforzar sus zonas de comunicación. Otras opiniones identifican el Mutul con el río Ubus, en este caso Metelo habría comenzado su campaña en Numidia occidental, retirándose progresivamente hacia Zama.

## La batalla
El ejército de Metelo alcanzó el interior de Numidia, tuvo que descender montañas y cruzar el desierto tras lo que alcanzó el río Mutul, donde esperaba rellenar sus reservas de agua. En el río, Jugurta había desplegado parte de su infantería y de sus elefantes de guerra bajo el mando de su hermanastro Bomílcar. Sin embargo, el númida había ocultado su caballería y la mejor parte de su infantería a lo largo del camino que los romanos tendrían que seguir.
Tras descender del paso de montaña, Metelo se percató de la emboscada, pero no tenía más remedio que rellenar sus reservas de agua en el río y seguir el camino bajo la vista de los enemigos. Metelo separó una pequeña fuerza de caballería al mando de Rutilio Rufo y estableció un campamento a un lado del río. Tras ello, la parte principal del ejército romano se desplazó en diagonal hacia la fuerza númida sobre el río con el fin de desalojarlos.
Jugurta ordenó a su infantería cortar la retirada de los romanos, para lo que ocuparon el puerto de montaña, mientras, la caballería númida cargó contra los romanos, dispersándolos en pequeños grupos aislados. Los romanos se mantuvieron en pequeños grupos, incapaces de realizar movimientos coordinados. Cada grupo luchaba por su propia supervivencia, y la caballería númida tenía el control del campo de batalla. Bomílcar mientras bloqueó a las tropas de Rufo, previniéndolo así que ayudara a las tropas de Metelo.
Cuando la batalla parecía completamente perdida, un legado del ejército de Metelo, Cayo Mario, había reorganizado algunos de los grupos conduciendo a 2000 soldados contra los númidas para liberar a su comandante. Tras ello, Mario marchó contra la fuerza númida estacionada en la colina que se retiró cediendo a los romanos el control del paso, tras lo que marchó contra la retaguardia de la caballería númida, uniendo los grupos en una sola fuerza.
Mientras, Rufo contuvo a la fuerza de los númidas bajo el mando de Bomílcar, derrotando a los elefantes de guerra de Jugurta que sucumbieron en una auténtica carnicería. Por la tarde, los dos ejércitos se encontraron uniéndose en una sola fuerza.
Gracias a su retirada a tiempo, Jugurta sufrió pocas bajas en comparación con los romanos que habían sido derrotados de manera aplastante si la batalla hubiera seguido el esquema del principio. Por lo tanto el resultado fue indeciso ya que aunque la victoria fue romana estos fueron también los que más bajas sufrieron.
La victoria romana se debió a dos factores principales: La calidad de los exploradores romanos que notificaron a su general la posición de los númidas emboscados y el inspirado liderazgo de Mario durante la batalla.

## Consecuencias
Jugurta disolvió la mayor parte de sus tropas reorganizándolas en sus guerrillas, volviendo con ello a la guerra de desgaste. Mientras Metelo y Mario marcharon contra las ciudades númidas, pero la derrota de Metelo en Zama provocó que los romanos se retiraran a su cuartel general de Útica.
Mario regresó a Roma donde fue elegido para el consulado con Lucio Casio Longino Ravila con el apoyo del pueblo y la oposición del Senado, sobre todo por la facción conservadora (optimate) encabezada por Marco Emilio Escauro, princeps senatus. Debido a la negativa del Senado a ceder un ejército para Mario este tuvo que reclutar voluntarios entre las clases más pobres, el capite censi, o censo por cabezas, que nunca había participado en la guerra ya que estos no podían permitirse costear el equipo militar. De esta manera, Mario reformó el ejército y volvió a Numidia donde venció y capturó a Jugurta (106 a. C.) terminando de esta manera con el conflicto.
El Senado, con el fin de oponerse a Mario concedió a Metelo el cognomen de Numídico y atribuyó todo el mérito de la victoria al legado de Mario, Lucio Cornelio Sila. A pesar de la oposición senatorial, Mario fue elegido por el pueblo cónsul en cinco ocasiones consecutivas y una última vez tras su marcha a Roma.